# Gran Premio de Bari
El Gran Premio de Bari fue una carrera de automovilismo celebrada en Bari, Italia, entre 1947 y 1956 (salvo 1953). El recorrido era de 3,449 millas (6 km) y, a excepción de 1956, se corrió en sentido contrario a las agujas del reloj. Tres de sus ediciones se disputaron bajo el reglamento de Fórmula 1, siendo una carrera no puntuable para el campeonato mundial.

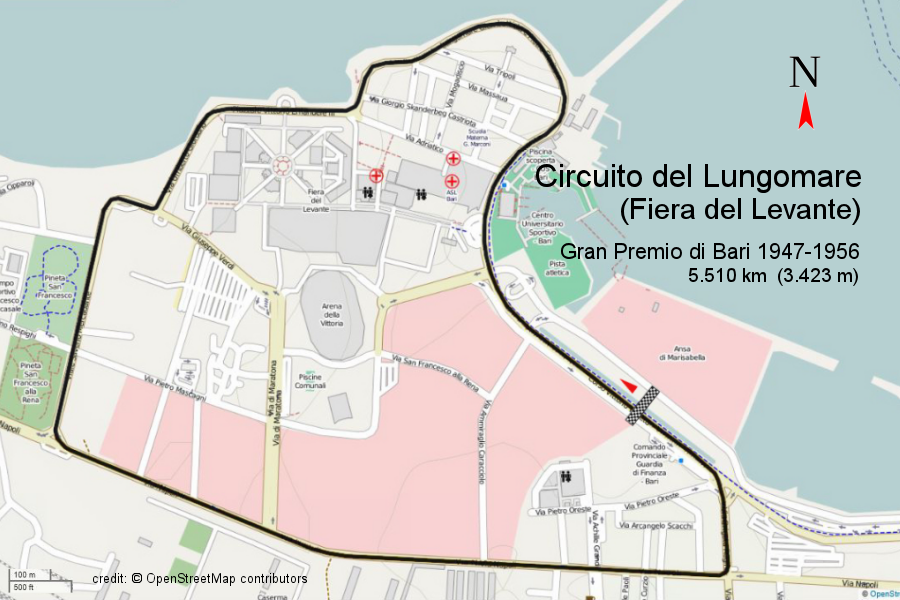

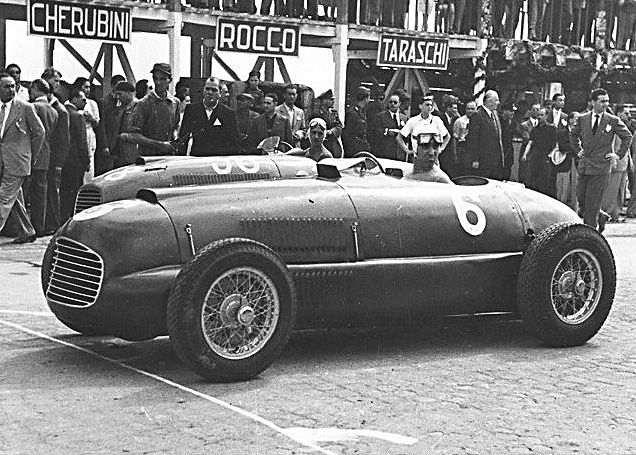
Tazio Nuvolari en su Ferrari 166 en el Gran Premio de Bari de 1948

| Información de la carrera   | Información de la carrera   |
| --------------------------- | --------------------------- |
| Ediciones                   | 9                           |
| Primera celebración         | 1947                        |
| Última celebración          | 1956                        |
| Más victorias (piloto)      | Chico Landi (2)             |
| Más victorias (constructor) | Ferrari (4)                 |
| Longitud del circuito       | 5,5 kilómetros (3,4 millas) |
| Duración de la carrera      | 200 kilómetros (125 millas) |
| Vueltas                     | 36                          |

| Última carrera (1956) | Última carrera (1956) |
| Pole position | Pole position         |
| Podio | Podio                 |
| --- | --------------------- |
| - - 1. Stirling Moss - Maserati - 1:30:52.4 - 2. Jean Behra - Maserati - +2m 9.8s - 3. Cesare Perdisa - Maserati - +2m 13.8s |                       |

## Ganadores
| Año  | Ganador               | Automóvil                  | Clase           | Resultados    |
| ---- | --------------------- | -------------------------- | --------------- | ------------- |
| 1947 | Achille Varzi         | Alfa Romeo 158/159 Alfetta | Gran Premio     | Resultados    |
| 1948 | Chico Landi           | Ferrari 166                | Fórmula 2       | Resultados    |
| 1949 | Alberto Ascari        | Ferrari 166                | Fórmula 2       | Resultados    |
| 1950 | Nino Farina           | Alfa Romeo 158/159 Alfetta | Fórmula 1       | Resultados    |
| 1951 | Juan Manuel Fangio    | Alfa Romeo 158/159 Alfetta | Fórmula 1       | Resultados    |
| 1952 | Chico Landi           | Ferrari 225 S              | Coche deportivo | Resultados    |
| 1953 | No se disputó         | No se disputó              | No se disputó   | No se disputó |
| 1954 | José Froilán González | Ferrari 675                | Fórmula 1       | Resultados    |
| 1955 | Cesare Perdisa        | Maserati A6GCS             | Coche deportivo | Resultados    |
| 1956 | Stirling Moss         | Maserati 300S              | Coche deportivo | Resultados    |